# Nikica Cukrov
Nikica Cukrov (Šibenik, 6. ožujka 1954.) je bivši hrvatski nogometaš i trenutačno nogometni trener.

## Karijera
Karijeru započinje 1971. godine kao sedamnaestogodišnjak u tadašnjem drugoligašu Šibeniku. U klubu se zadržava do 1975. kada prelazi u Rijeku za koju u naredne četiri godine odigrava 135 prvenstvenih utakmica, te postiže 11 pogodaka. Uz to s Rijekom dva puta osvaja kup maršala Tita i to zaredom 1978. i 1979. godine.  1980. prelazi u splitski Hajduk za koji nastupa 90 puta i postiže 3 gola. S Hajdukom 1984. osvaja jedan kup. Nakon pet godina provedenih u Splitu odlazi u francuski SC Toulon. Već se 1986. vraća u Šibenik gdje 1990. okončava karijeru.
Za jugoslavensku reprezentaciju odigrao je 17 susreta od 1977. do 1983. godine. Sudjelovao je s reprezentacijom na Olimpijadi 1980. u Moskvi.
Bio je pomoćnik izbornika hrvatske U-19 reprezentacije Ivice Grnje, a na sedmom UEFA-inom kupu regija bio je izbornik amaterske reprezentacije Dalmacije. Prvi je poslijeratni trener HNK Šibenika. Još je trenirao nogometaše Samobora, Pazinke i Zadra.
Statistika u Hajduku
| Natjecanje        | Nastupi | Zgoditci |
| ----------------- | ------- | -------- |
| Prvenstvo         | 91      | 3        |
| Kup               | 6       | 1        |
| Superkup          | 0       | 0        |
| Međunarodne       | 10      | 4        |
| Splitski podsavez | 0       | 0        |
| Ukupno            | 107     | 8        |
| Prijateljske      | 62      | 13       |
| Sveukupno         | 169     | 21       |

Prvi mu je službeni nastup za Hajduk je protiv Osijeka 1. ožujka 1980. Nastupio u početnom sastavu.

## Vanjske poveznice
- Profil na reprezentacija.rs